# Янн Аурел Біссек
Янн-Аурел Людгер Біссек (нім. Yann Aurel Ludger Bisseck, нар. 29 листопада 2000, Кельн, Німеччина) — німецький футболіст камерунського походження, центральний захисник міланського клубу «Інтернаціонале» та молодіжної збірної Німеччини.

## Ігрова кар'єра

### Клубна
Янн-Аурел Біссек є вихвоанцем футбольної академії німецького клубу «Кельн» зі свого рідного міста. Його дебют у Бундеслізі відбувся у листопаді 2017 року. І таким чином Біссек став наймолодшим гравцем в історії «Кельна» і наймолодшим німецьким футболістом в історії Бундесліги.
Починаючи з січня 2019 року футболіст був відправлений в оренду. Спочатку це був клуб Другої Бундесліги «Гольштайн». Де він грав до кінця сезону. Далі були нідерландська «Рода» та португальська «Віторія» (Гімарайнш), де футболіст виступав за дублюючий склад.
У липні 2021 року Біссек був відправлений в оренду у данський «Орхус», в якому провів повноцінний сезон. Через рік контракт футболіста з «Кельном» закінчився і він як вільний агент підписав новий повноцінний контракт з «Орхусом» до 2026 року.
12 липня 2023 року Біссек приєднався до міланського клубу Серії А «Інтер» на постійній угоді до 2028 року за близько 7 мільйонів євро з бонусами.

### Збірна
У 2017 році у складі збірної Німеччини (U-17) Янн-Аурел Біссек брав участь у юнацькому чемпіонаті світу, що проходив в Індії.
Влітку 2023 року Біссек був капітаном молодіжної збірної Німеччини під час молодіжного чемпіонату Європи в Румунії і Грузії.

## Титули і досягнення
- Чемпіон Італії (1):

«Інтернаціонале»: 2023–24
- Володар Суперкубка Італії з футболу (1):

«Інтернаціонале»: 2023